# André-Georges-Louis Tranchant
André-Georges-Louis Tranchant, francoski general, * 1882, † 1955.